# Paquete

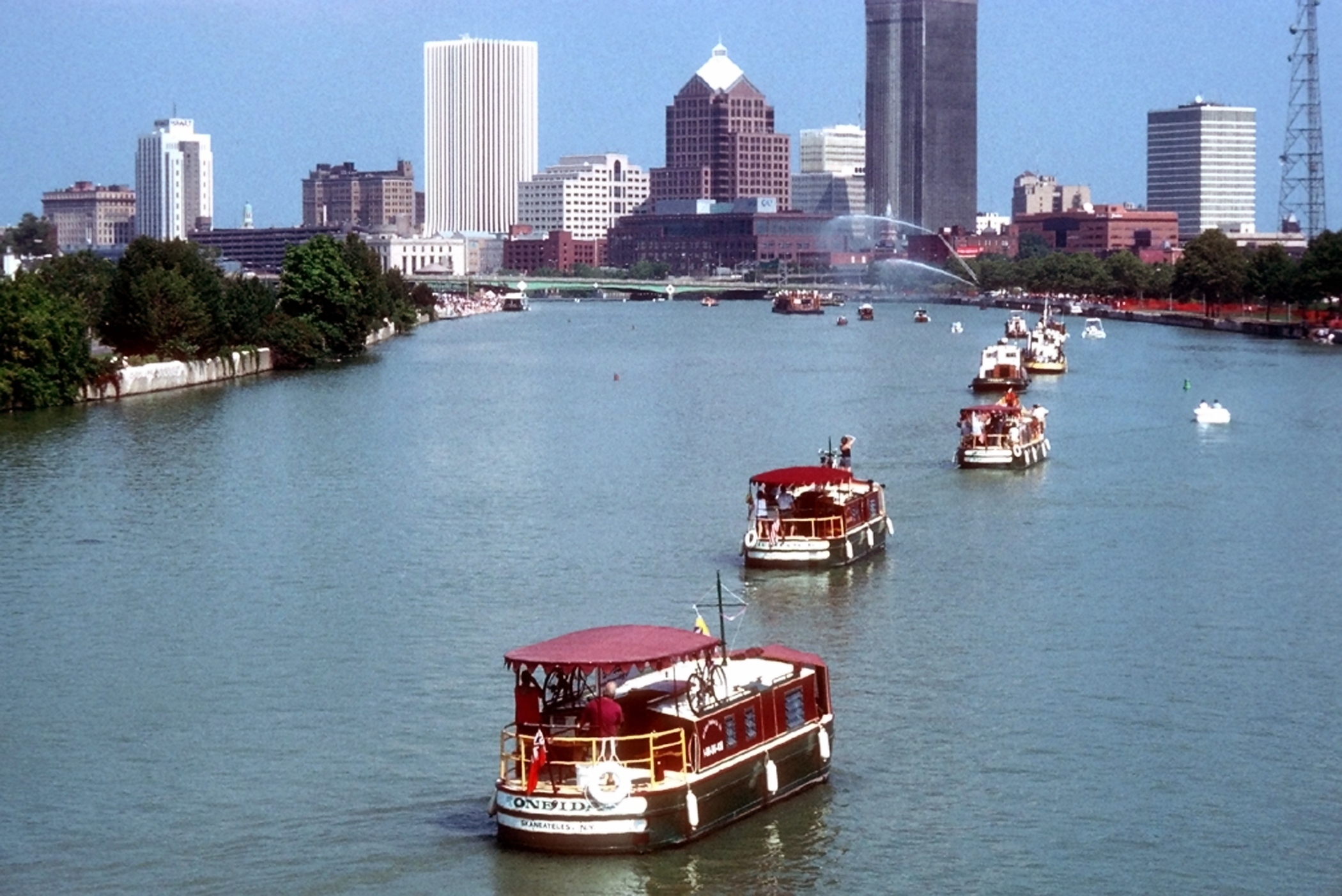
Paquetes em Rochester, Nova Iorque

Paquete é a denominação dada aos antigos navios de luxo de grande velocidade, geralmente movidos a vapor. Na origem do nome está a designação inglesa de packet boat e que pode ser traduzida para português como navio dos pacotes. Estes navios faziam travessias regulares levando encomendas (pacotes) e correio além dos passageiros, eram navios de carga e passageiro ao mesmo tempo. No século XIX, alguns armadores realizaram contratos com a Coroa de Inglaterra para levar o correio, ganhando o direito de usar o prefixo RMS (Royal Mail Ship). O Titanic tinha este prefixo, por exemplo.
Na década de 1830, embarcações a vapor começaram a cruzar o oceano Atlântico, ligando o Brasil à Europa..
No Brasil, em 1837 foi criada a Companhia Brasileira de Paquetes a Vapor.. Com isso, a visita de paquetes passou a ser rotineira nos principais portos do Brasil.

## Na cultura popular
A expressão "estar de paquete" também é ocasionalmente usada para se referir a mulheres em seu período de menstruação. Tal referência se deu por comparação entre o tempo exato de 28 dias que levava o trajeto entre o Rio de Janeiro e Liverpool, no Reino Unido  pelos navios paquetes e o ciclo menstrual.